# Sanna Lüdi
Sanna Lüdi (ur. 17 lutego 1986 w Baden) – szwajcarska narciarka dowolna, specjalizująca się w skicrossie. Zajęła 9. miejsce w skicrossie podczas mistrzostw świata w Inawashiro. Była też między innymi siódma na igrzyskach olimpijskich w Pjongczangu. Najlepsze wyniki w Pucharze Świata, osiągnęła w sezonie 2011/2012, kiedy to zajęła 15. miejsce w klasyfikacji generalnej, a w klasyfikacji skicrossu zajęła 4. miejsce. W 2019 roku, na mistrzostwach świata w Solitude zajęła 4. miejsce.

## Osiągnięcia

### Igrzyska olimpijskie
| Miejsce | Dzień     | Rok  | Miejscowość | Konkurencja | Zwycięzca         |
| ------- | --------- | ---- | ----------- | ----------- | ----------------- |
| 35.     | 23 lutego | 2010 | Vancouver   | Skicross    | Ashleigh McIvor   |
| 13.     | 21 lutego | 2014 | Soczi       | Skicross    | Marielle Thompson |
| 7.      | 23 lutego | 2018 | Pjongczang  | Skicross    | Kelsey Serwa      |

### Mistrzostwa świata
| Miejsce | Dzień     | Rok  | Miejscowość | Konkurencja | Zwycięzca         |
| ------- | --------- | ---- | ----------- | ----------- | ----------------- |
| 9.      | 2 marca   | 2009 | Inawashiro  | Skicross    | Ashleigh McIvor   |
| 4.      | 2 lutego  | 2019 | Solitude    | Skicross    | Marielle Thompson |
| 16.     | 13 lutego | 2021 | Idre Fjäll  | Skicross    | Sandra Näslund    |

### Puchar Świata

#### Miejsca w klasyfikacji generalnej
- sezon 2008/2009: 65.
- sezon 2009/2010: 42.
- sezon 2011/2012: 15.
- sezon 2012/2013: 210.
- sezon 2013/2014: 38.
- sezon 2017/2018: 57.
- sezon 2018/2019: 26.

#### Zwycięstwa w zawodach
1. L’Alpe d’Huez – 11 stycznia 2012 (Skicross)
2. Les Contamines – 15 stycznia 2012 (Skicross)
3. Val Thorens – 16 stycznia 2014 (Skicross)

#### Pozostałe miejsca na podium w zawodach
1. Grindelwald – 12 marca 2009 (Skicross) – 3. miejsce
2. San Candido – 22 grudnia 2009 (Skicross) – 3. miejsce
3. Innichen – 17 grudnia 2011 (Skicross) – 2. miejsce
4. Innichen – 18 grudnia 2011 (Skicross) – 2 .miejsce
5. Val Thorens – 15 grudnia 2013 (Skicross) – 2. miejsce
6. Innichen – 22 grudnia 2018 (skicross) – 3. miejsce
7. Sołniecznaja dolina – 24 lutego 2019 (skicross) – 2. miejsce

- W sumie (3 zwycięstwa, 4 drugie i 3 trzecie miejsca).